# Agrotis congrua
Agrotis congrua là một loài bướm đêm trong họ Noctuidae.